# Arlindo Oliveira
Arlindo Manuel Limede de Oliveira (Negage, Angola, 1963) é um engenheiro, investigador académico e escritor luso-angolano. É autor de mais de 150 artigos científicos e artigos em conferências e de três livros: The Digital Mind, publicado pelo MIT Press e IST Press, Computer Architecture, publicado pela World Scientific e pelo IST Press e Inteligência Artificial, publicados pela Fundação Francisco Manuel dos Santos.
Arlindo Oliveira é licenciado em engenharia pelo Instituto Superior Técnico e doutorado pela Universidade da Califórnia em Berkeley. É membro sénior do Instituto de Engenheiros Eletricistas e Eletrônicos (IEEE) e da Academia Portuguesa de Engenharia, um notável aluno da Universidade Técnica de Lisboa e, entre 2015 e 2018, o chefe do nó português da ELIXIR. Foi diretor do Instituto de Engenharia de Sistemas e Computadores - Investigação e Desenvolvimento (INESC-ID) entre 2000 e 2009 e presidente do Instituto Superior Técnico entre janeiro de 2012 e dezembro de 2019.